# Cryphia antias
Cryphia antias là một loài bướm đêm trong họ Noctuidae.